# Битва при Саламіні

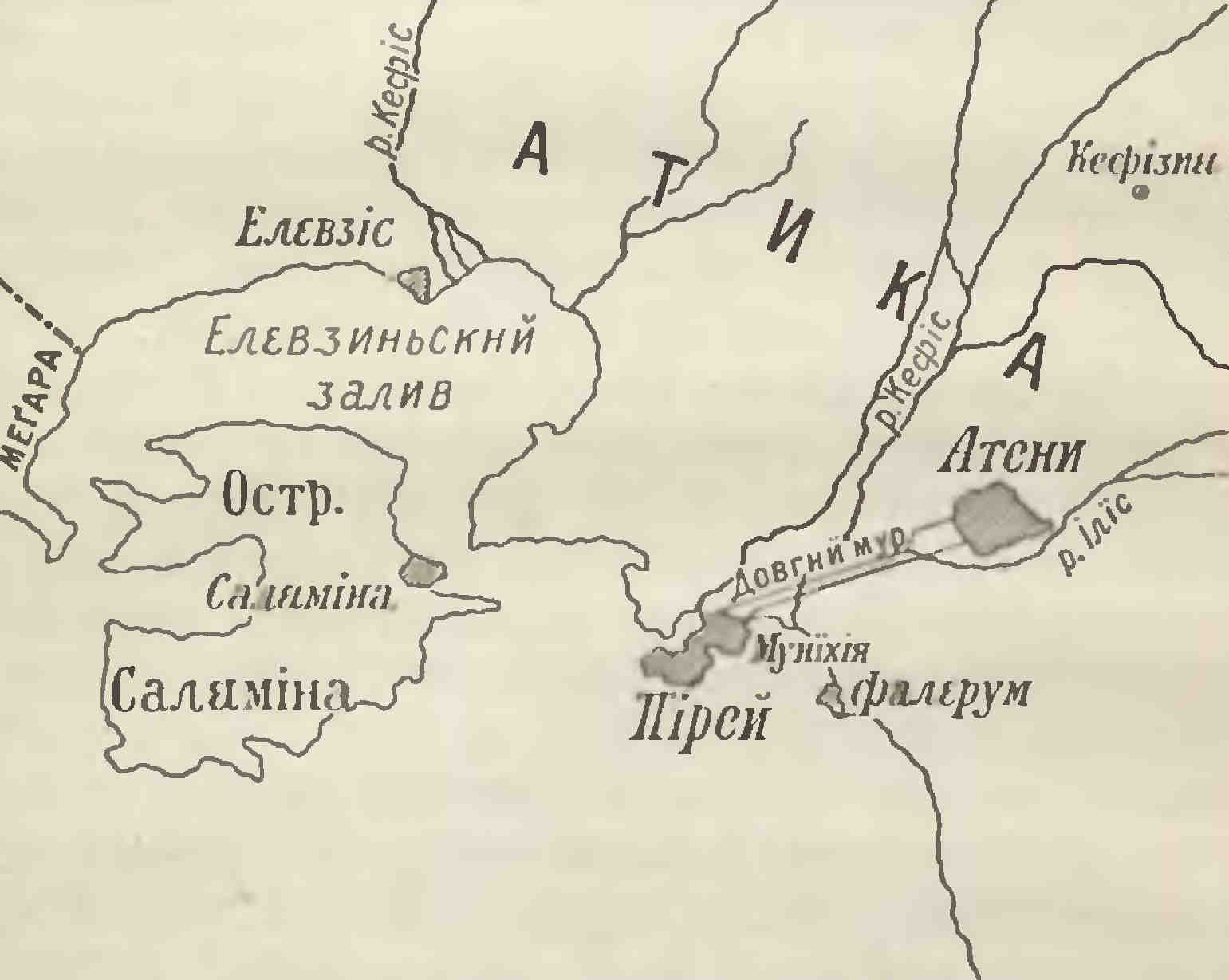
Битва при Саламіні

Битва при Саламіні — морська битва, що відбулась між об'єднаним флотом грецьких полісів на чолі зі Спартою та Афінами і перським флотом у вересні 480 року до н. е.
Афінський полководець Фемістокл переконав союзників, що перемогти ворога грекам вдасться тільки на морі. Він навмисне залишив Афіни без захисту і заманив перський флот у вузьку протоку між островом Саламін і материковою частиною Греції. Нечисленний грецький флот, складений проте легкими, маневреними й швидкохідними трієрами, застав зненацька громіздку перську флотилію. Замкнувши персів у вузькій протоці, греки розбили противника і здобули рішучу перемогу.

## Напередодні битви
Наприкінці серпня того самого 480 до н. е. греки отримали нищівну поразку при Фермопілах. Крім того грецькі поліси по черзі відмовлялись надати допомогу. Західна Аркадія спорядила в армію спартанського царя Леоніда тільки чверть воїнів Пелопоннесу. Одночасно перси продовжили просуватись вглиб країни вже третього дня після того, як здобули Фермопільський прохід. На своєму шляху вони грабували міста, спалювали святилища.
Афіняни рятувались від персів втечею: жінок та дітей переправили через Саронічну затоку в Трезену, що розташовувалась на північному сході Пелопоннесу, дехто тікав на Егіну. Решта чоловіків висадилась на острів Саламін в Елефсинській затоці, на відстані близько кілометра від узбережжя Афін. В самих Афінах залишилась тільки купка фанатиків, які обнесли Акрополь частоколом і закрилась в його храмах, очікуючи на ворога. Як свідчить Геродот, напередодні втечі афіняни отримали відповідь від дельфійської піфії наступного змісту:
| Лише дерев'яні стіни дає Зевес Тритогенеї (тобто Афіні[3]). Незламно стояти заради порятунку тобі і нащадкам. |
Фемістокл розтлумачив пророцтво оракула як вказівку покладатись тільки на кораблі, побудовані з дерева, з чим більшість афінян погодилась. До того часу Спарта зібрала під Коринфом військо на чолі із царем Клеомбротом, яке перекрило шлях вздовж Коринфського перешийка. Одночасно перси грабували і руйнували Афіни, і на Саламіні можна було побачити стовп диму від палаючого в пожежі Афінського акрополя.
Свій флот перси розташували в гавані Фалер. Грецький флот стояв біля східного узбережжя Саламіна, проте флотоводці не могли дістати згоди щодо подальших дій. Пелопоннесці воліли залишити Саламін і з'єднатись із рештою війська під Коринфом, водночас афіняни відмовлялись залишати острів. Фемістоклу вдалось вмовити спартанського ватажка Еврібіада не покидати Саламін, інакше грецький флот розпадеться, і дати персам бій на морі.

## Сили супротивників
Головний флот Персії стояв у Фалерській бухті, допоміжні сили розташовувались у Саламінській затоці, а також, як свідчить Геродот, поблизу Кеоса та Кіносури. Де існував давній Кеос не можна встановити достеменно, припускають, що Кеосом античний історик міг називати один з двох островів поблизу Ліпсокуталі. Кіносура (у перекладі буквально — собачий хвіст) — довгий вузький півострів на схід від Саламіна.
Геродот називає загальне число грецьких кораблів — 380, серед яких 180 належали Афінам, 89 — пелопоннесцям, з останніх 89 кораблів 40 належали коринфянам, 30 кораблів надіслала Егіна, по 20 суден — Халкіда і Мегари. Розташування перської флотилії дозволяє сучасним дослідникам припускати, що грецький флот мав би стояти вище і міг поділятись на три групи: афіняни — в бухті Палукія, пелопоннесці — в північній бухті Арапіс, решту сил зосередили в бухті Амбелакі (сучасне місто Абелакія), навпроти Саламіна.
Есхіл у «Персах» навмисне применшив чисельність грецького флоту — 300 кораблів — та сильно додав чисельності перському флоту — 1000 суден та 207 швидкохідних:
| Якщо б рішала кількість, то, без сумніву, Звитягу б ми трубили. Суден еллінських Було десь зо три сотні, і десяток ще - Добірних у запасі. Ксеркс же-тисячу, Як нам відомо, суден нараховував, А ще, окрім звичайних, двісті сім було Швидких. Таке, як бачиш, співвідношення, В усякім разі — не на користь ворога. |
Достовірнішими вважаються числа, які наводить Геродот. 1200 суден перси мали на початок походу в Грецію. При цьому відомо, що кілька сотень суден загинули під час сильних штормів поблизу східного узбережжя. Пітер Коннолі оцінив чисельність перського флоту не вище 500 кораблів, інакше, вважає він, Ксеркс міг силами половини флоту відрізати греків від допомоги у Саламінській протоці і дати їм бій, інша половина флотилії могла б безперешкодно одночасно атакувати Пелопоннес.

## Хід битви
Обидва флоти стояли на якорі, очікуючи першого кроку супротивника. Есхіл у «Персах» стверджує, начебто Фемістокл підіслав до персів вісника, той розповів Ксерксу, що греки мають намір тікати, і тому якомога швидше треба починати бій:
| Почав усе, владарко, злобний дух якийсь, Або жадливе помсти божество лихе. З афінського загону хтось із еллінів Твоєму сину, Ксерксу, сповістив тоді, Що, тільки-но на землю ляжуть сутінки, Заметушаться греки: тут же кинуться До суден і, на весла налягаючи, Життя всі стануть рятувати втечею. |
Не існує доказів істинності версії Есхіла. Насувалась осінь, і Ксеркс, імовірно, просто не бажав затягувати кампанію, оскільки перемога під Саламіном дозволила б без перешкод заволодіти Пелопоннесом. Вранці 27 вересня 480 до н. е. на сході сонця головна частина перського флоту почала повільно просуватись протокою — перси вирішили нав'язати бій всередині вузької протоки. До вечора вони висадили основний загін на острові Псіталея, який, за їхніми розрахунками, опинявся в центрі запланованої битви, сюди ж мало прибивати розбиті кораблі. Відтак перси надавали б допомогу своїм морякам та добивали б греків.
| Край Саламіну невеликий острів є, Де й човен не причалить; там лиш Пан один, Що любить хороводи, бродить берегом. Туди-то й скерував їх Ксеркс, щоб ворога, Який з розбитих суден допливатиме На острів той, безжально тут же нищили, Своїм же - помагали з моря вибратись. |

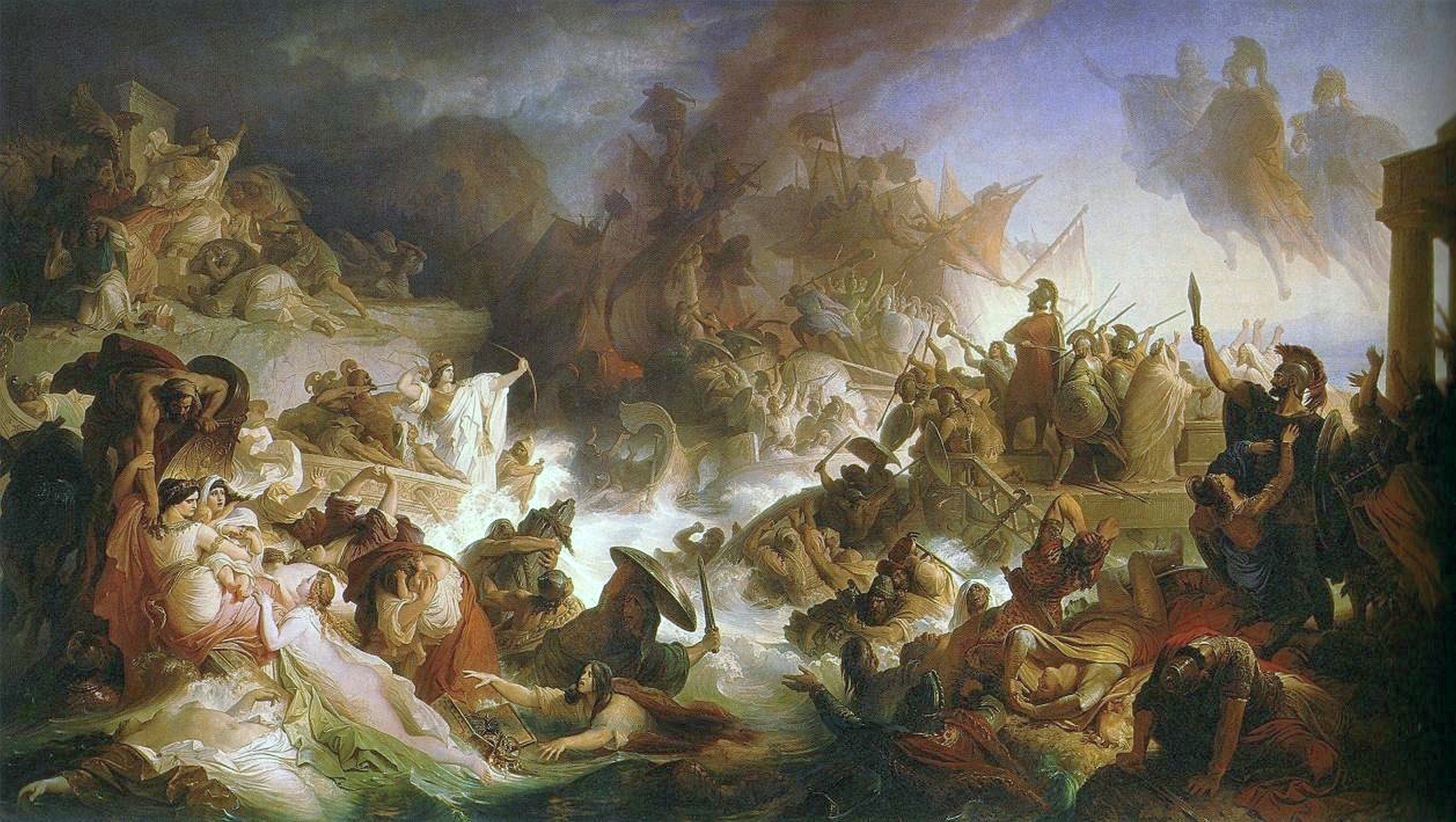
Битва при Саламіні, Вільгельм фон Каульбах

Ніколас Г. Л. Гаммонд вважав, що Псітталея — сучасний острів Айос-Георгіос в центрі протоки, навпроти Перами, звідки і нині легко дістатись поромом до Саламіна. Вільям Кедрік Прітчетт був протилежної думки і вважав, що Псітталеєю міг в античну добу іменуватись острів Ліпсокуталі, на вході в протоку. Зайнявши острів перси надіслали єгиптян на західний кінець Саламінської протоки. Вже вночі додаткові сили від Кеоса та Кіносури підійшли до входу в протоку і перекрили її від Саламіна до Мінухія. Перед початком битви Ксеркс наказав облаштувати собі трон на вершині Егалео, аби спостерігати за битвою.
Звістку про те, що перси зайняли протоку грекам тієї ж ночі приніс вигнаний із Афін Арістід, який пробрався в їх стан з Егіни. До світанку 28 вересня греки спустили свої трієри на воду і рушили назустріч ворогу. Наближаючись, вони вигинали лінію, і так зуміли переконати персів, що розвертають кораблі і намагаються втекти. Тому перси перебудувалися клином. Греки почали таранити перські кораблі кормою своїх трієр, оббитих бронзою. Вони ламали весла, били по бортах ворожих суден. Перси спочатку напливали, намагаючись дати відсіч, проте, згромаджуючись у вузькій протоці, тільки заважали один одному, ставали ще більш уразливими і безпорадними. Греки увійшли в фарватер, оточили перські судна та атакували їх:
| І судна тут носами міднокутими Зіткнулись. Еллін перший на таран пішов. І проломив з розгону фінікійцеві Корму. Тоді вже сміло й інші вдарили. Спочатку перські судна, напливаючи, Протистояли грекам. Та, згромадившись У вузині протоки, одне одному Лиш заважали; бо ж носами мідними Вдаряючи, змітали веслярів ряди. Тоді-то греки - так було задумано - В тісне кільце взяли нас. Виверталися Догори днищем судна. Вкрилось море все Уламками; спливали скривавлені Тіла, мілини й берег застеляючи. |
Антикознавці Берн та Гаммонд намагались визначити місце основного бою. Обидва вони погоджувались, що грецький флот спирався на мис Каматеро, який перебував у повній видимості персів. Зі свідчень Есхіла випливає, що перси не бачили того, як греки входили у протоку. Спираючись на свідчення Есхіла, вони припускали, що битва могла відбутися між бухтою Арапіс і мисом Філатурі, а персам перешкодити побачити греків могла вранішня димка над морем. Група перських кораблів спромоглась вийти із протоки, проте її атакували егінці, що стояли в бухті Амбелакі. Згодом загін грецьких гоплітів, під проводом афінського вигнанця Арістіда, захопив і Псіталлею та знищив ворога. Ті з персів, хто вижив, тікали, щойно дочекались попутного вітру. Решта сухопутного війська полягла в Беотії.

## Підсумки битви
Грецькі союзники здобули рішучу перемогу над персами при Саламіні. Греки втратили близько 40 кораблів, натомість втрати персів склали близько 200 суден.
Хоча перський флот і не був вщент розбитий, на швидку перемогу в Греції вони вже не могли сподіватись. Ксеркс доручив командування армією Мардонію і повернувся в Азію. Мардоній залишився зимувати у Фессалії. Ксеркс побоювався, що після поразки при Саламіні іонійці знову піднімуть повстання, тому він відправив свій флот до Кіми, а наступної весни перевів його на Самос.